# Otso
Otso ist ein finnischer Männervorname und in der finnischen Mythologie der Geist des Bärens.

## Namenstag
- 11. Oktober (Finnland)

## Bekannte Namensträger
- Otso Höglund, finnischer Comiczeichner

## Sonstiges
- Lokomotive, siehe Otso4
- Otso (Eisbrecher), finnischer Eisbrecher
- Otso Gallery in Helsinki